# پروانکی‌های ونزوئلا
پروانکی‌های ونزوئلا (نام علمی: Macrosoma cascaria) نام یک گونه از تیره شاپرک‌های آمریکایی است.